# Cyphonetria thaia
Cyphonetria thaia es una especie de araña araneomorfa de la familia Linyphiidae. Es el único miembro del género monotípico Cyphonetria.

## Distribución
Se encuentra en Tailandia.